# Microsporum audouinii
Microsporum audouinii är en svampart som beskrevs av Gruby 1843. Microsporum audouinii ingår i släktet Microsporum och familjen Arthrodermataceae.   Inga underarter finns listade i Catalogue of Life.

## Bildgalleri

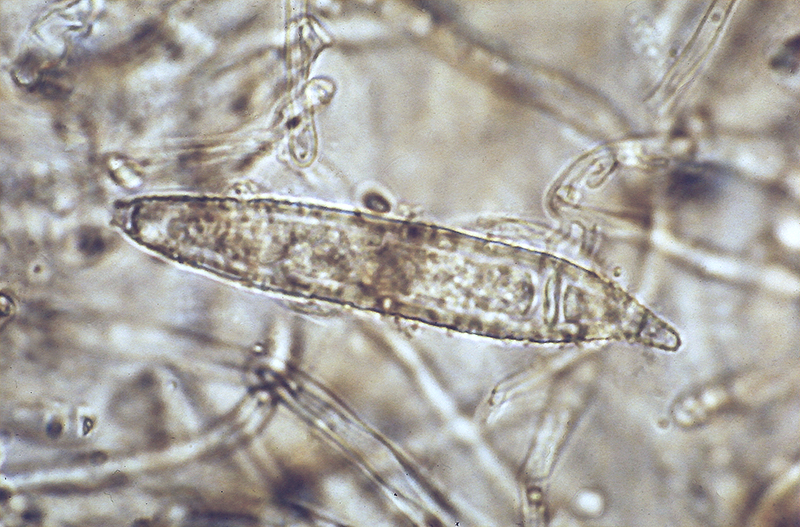